# 真愛源起
《真愛源起》，是一部描寫何瑞真師姐、林德源師兄的真實人生電視劇由王自強、徐樂眉、吳婉君、沈世朋、鄒守宏、郭少軒、曾柏勳等演員主演，並於2018年8月2日起於大愛電視20:00正式首播。

## 播出時間
以下時間以當地時間（台灣時間）為準

### 電視首播
| 頻道                            | 所在地 | 播映日期                    | 播映時間 |
| 大愛電視台 （數位頻道同步播出） | 台灣   | 2018年8月2日－2018年9月12日 | 20:00    |

### 網路首播
| 頻道                 | 備註                 | 播映日期                    | 播映時間 |
| Yahoo! TV            | 與大愛電視台同步播出 | 2018年8月2日－2018年9月12日 | 20:00    |
| YouTube 大愛網路劇場 | 與大愛電視台同步播出 | 2018年8月2日－2018年9月12日 | 20:00    |

## 演員角色列表

### 主要演員
| 演員   | 角色     | 介紹 |
| 吳婉君 | 何瑞真   | 林德源的妻子， 何春生、何張阿心的長女，何美華的姐姐，何忠明、何俊德、何明憲的妹妹，何阿公，何阿嬤的孫女 是一位態度很差的女人，喜歡很帥的男人。    |
| 沈世朋 | 林德源   | 何瑞真的丈夫，何春生、何張阿心的女婿，何美華的姐夫，何忠明、何俊德、何明憲的妹夫，何阿公，何阿嬤的孫女婿 是一位帥氣的男人，喜歡個性比較差的女人。 |
| 王自強 | 何春生   | 何張阿心的丈夫，何瑞真、何忠明、何俊德、何明憲、何美華的父親，何阿公、何阿嬤的兒子，林德源的岳父。                                                |
| 徐樂眉 | 何張阿心 | 何春生的妻子，何瑞真、何俊德、何忠明、何明憲、何美華的母親，何阿公、何阿嬤的媳婦，林德源的岳母。                                                  |
| 鄒守宏 | 何忠明   | 何春生、何張阿心的長子，何瑞真、何忠明、何俊德、何明憲、何美華的大哥，何阿公、何阿嬤的長孫，林德源的大舅子。                                      |
| 曾柏勳 | 阿達     | 五金行員工，林德源的室友兼麻吉 |
| 李永康 | 林德永   | 林德源的哥哥，五金行老闆，阿水、阿達的老闆，林俊男、林立誠的父親，黃愛姬的舅舅。                                                                  |

### 次要角色
| 演員   | 角色   | 介紹 |
| 畢志綱 | 何阿公 | 何春生的父親，何張阿心的公公，何瑞真、何忠明、何俊德、何明憲、何美華的爺爺，林德源的岳祖父。                   |
| 周儷玲 | 何阿嬤 | 何春生的母親，何張阿心的婆婆，何瑞真、何忠明、何俊德、何明憲、何美華的奶奶，林德源的岳祖母。                   |
| 蕭閔虔 | 阿水   | 林家五金行員工。                                                                                               |
| 董季鑫 | 何俊德 | 何春生、何張阿心的次子，何瑞真、何明憲、何美華的二哥，何阿公、何阿嬤的次孫，林德源的二舅子。                   |
| 黃冠智 | 何明憲 | 何春生、何張阿心的小兒子，何瑞真、何美華的三哥、何何忠明、何俊德的三弟，何阿公、何阿嬤的孫子，林德源的三舅子。 |
| 郭少軒 | 阿桃   | 何家麵店女員工。                                                                                               |
| 吳順量 | 阿忠   | 何家麵店男員工。                                                                                               |
| 張品晞 | 春嬌   | 何瑞真同學。                                                                                                   |

## 電視劇歌曲
| 曲別   | 歌名   | 演唱者 | 作詞 | 作曲   | 編曲   |
| 片頭曲 | 你的好 | 朱俐靜 | 十方 | 荒山亮 | 劉浩旭 |
| 片尾曲 | 門窗   | 郭少軒 | 十方 | 劉浩旭 | 翁偉瀚 |

## 大愛會客室名單
| 集數  | 日期         | 來賓                   |
| 第1集 | 2018年8月2日 | 沒有來賓（幕後花絮）   |
| 第2集 | 2018年8月3日 | 吳婉君、沈世朋         |
| 第3集 | 2018年8月6日 | 何瑞真、吳婉君、王自強 |
| 第4集 | 2018年8月7日 | 何瑞真、何美華、吳婉君 |

## 外部連結
- 真愛源起 官方網站 （页面存档备份，存于）－大愛劇場

| 臺灣 大愛電視 每週一至週五 20:00 - 20:50       | 臺灣 大愛電視 每週一至週五 20:00 - 20:50     | 臺灣 大愛電視 每週一至週五 20:00 - 20:50 |
| ---------------------------------------------- | -------------------------------------------- | ---------------------------------------- |
|                                                | 真愛源起 （2018年8月2日－2018年9月12日）     |                                          |
| 阿英的成長日記 （2018年6月18日－2018年8月1日） | 超完美任務 （2018年9月13日－2018年10月31日） |                                          |